# Vălișoara, Alba

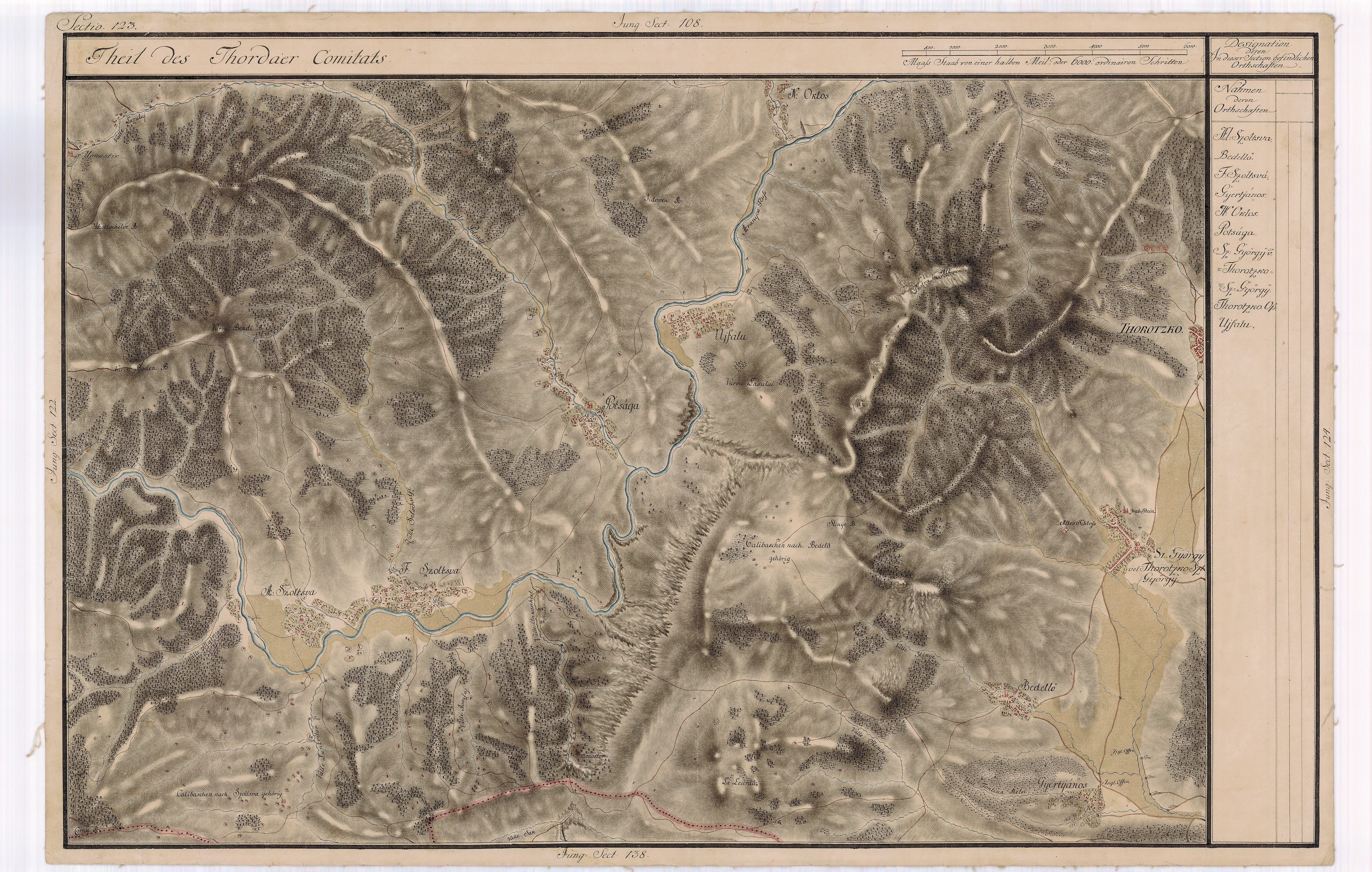
Vălișoara (Gyertyános) pe Harta Iosefină a Transilvaniei, 1769-1773 (Sectio 123)

Vălișoara (în maghiară Torockógyertyános) este un sat în comuna Livezile din județul Alba, Transilvania, România.

## Istoric
Satul a fost menționat pentru prima dată în 1342-1343 cu numele Gerttyanos.
Evoluția toponimiei:

1342-1343 Gerttyanos

1470 Gyethianus

1473 Yorthyanos

1516 Gerttyanos

1733 Vallye

1750 Vale (denumirea maghiară, paralelă, până în 1918: Gyertyános, apoi Torockógyertyanos).

Pe Harta Iosefină a Transilvaniei din 1769-1773 (Sectio 123), localitatea apare sub numele de „Gyertyános”.
În 1910 satul era pur românesc (554 locuitori români, dintre care 522 greco-catolici și 32 ortodocși).

## Obiective turistice
- Rezervația naturală Cheile Vălișoarei ("Cheile Aiudului") (20 ha).

## Imagini

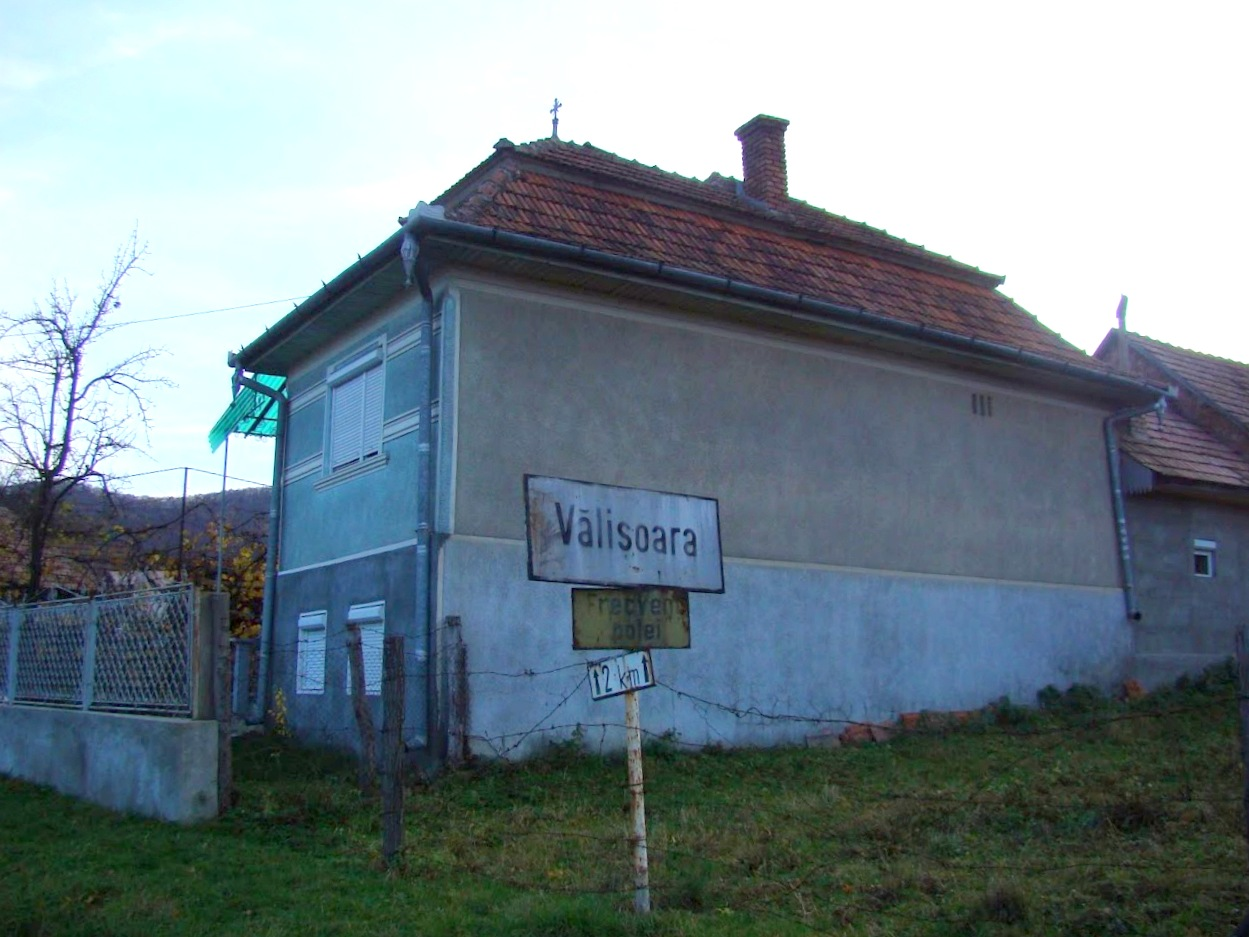
Intrarea în localitate
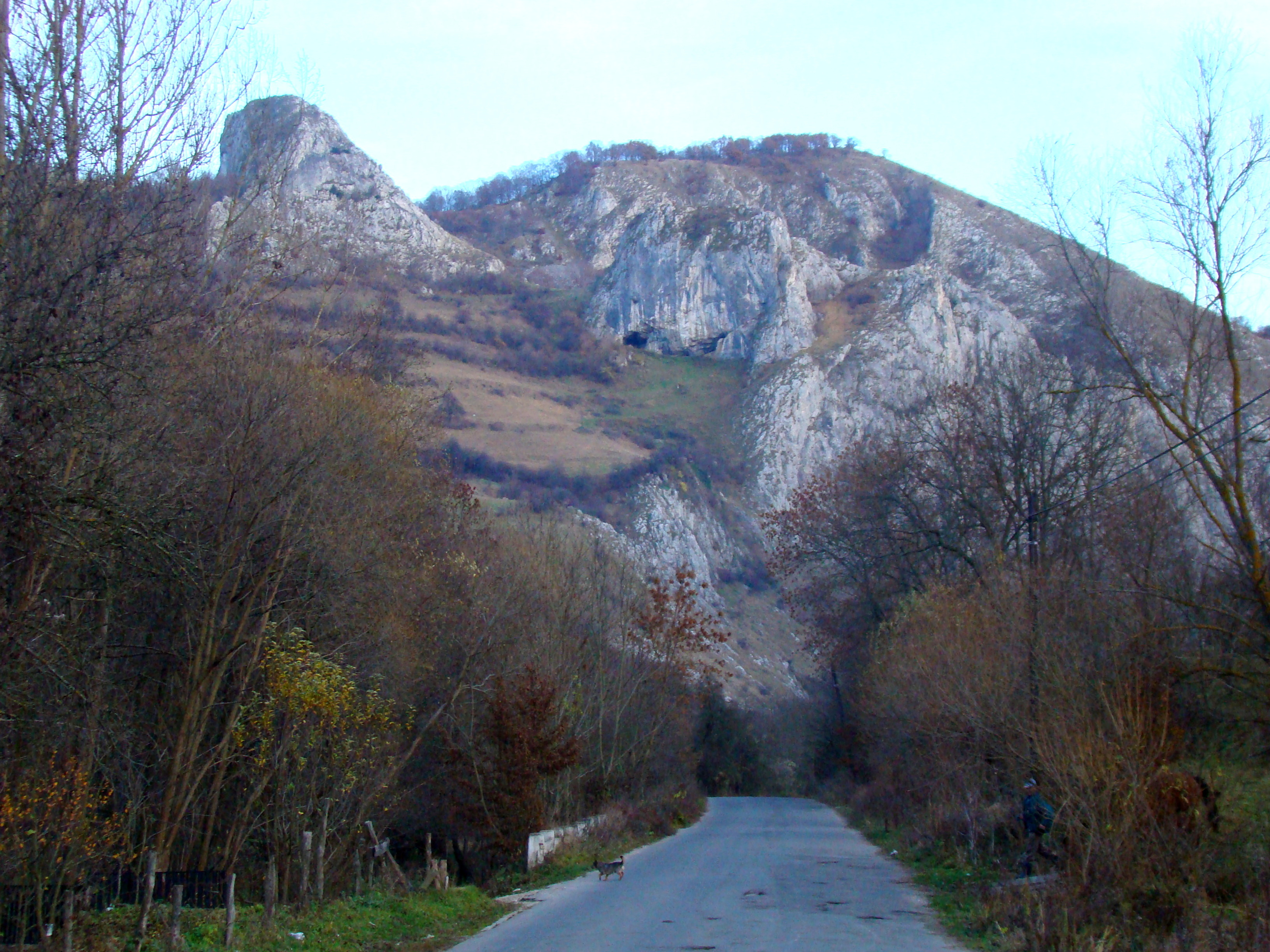
Cheile Vălișoarei
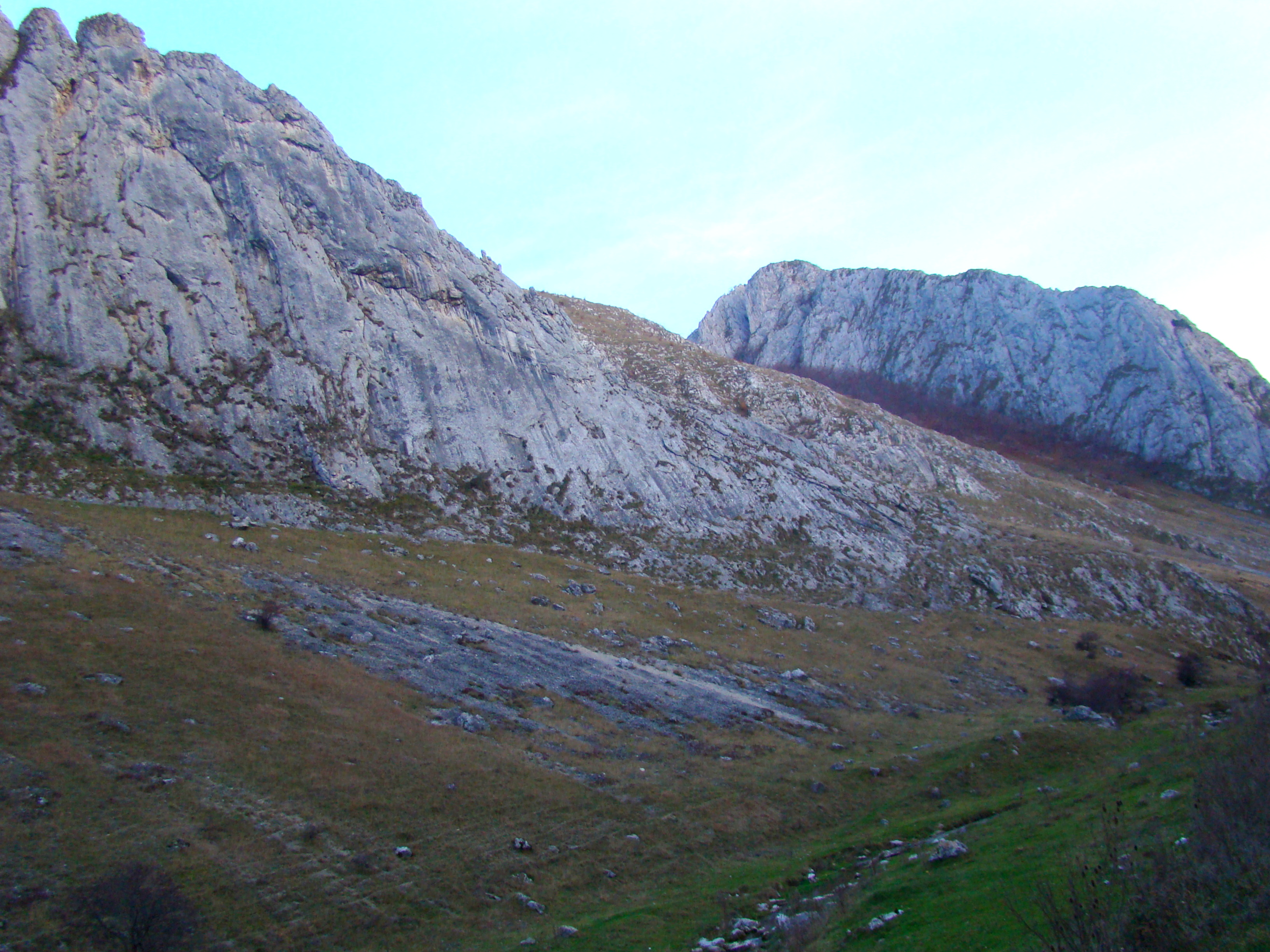
Cheile Vălișoarei